# Grace Elizabeth Bates
Grace Elizabeth Bates (13 de agosto de 1914 – 19 de novembro de 1996) foi uma matemática americana e uma das poucas mulheres a conquistar um doutorado em matemática na década de 1940. Se tornou uma professora emérita no Mount Holyoke College. Bates era especialista em álgebra e teoria das probabilidades, e co-escreveu dois livros: The Real Number System e Modern Algebra, Seond Course. Ao longo de sua carreira acadêmica, Bates superou obstáculos em sua busca por conhecimento, abrindo caminho para mulheres na ciência.

## Juventude e vida acadêmica
Nascida em 13 de Agosto de 1914. Começou a se interessar por matemática ainda muito jovem, Bates foi encorajada a perseguir esse interesse pela sua família. Bates tinha uma relação próxima com seu irmão, reforçada pela morte prematura de sua mãe. Seu irmão, após concluir os estudo, passou a ajudar a custear as despesas estudantis de Bates até que ela terminasse a faculdade.
Durante os estudos, Bates por várias vezes participar de cursos de matemática mais avançados dos que eram normalmente disponíveis para estudantes mulheres. Estudou no Cazenovia Seminary durante o ensino médio, onde pediu para cursar Álgebra Intermediária. Depois, cursou o Middlebury College, que na época era segregado por sexo. Em seu terceiro ano da graduação, Bates peticionou para cursar equações diferenciais, curso que era apenas oferecido a alunos homens. Após concluir seu bacharelado em matemática em 1935, ela continuou seus estudos com um mestrado na Brown’s University em 1938.
Bates fez seu doutorado na Universidade de Illinois em Urbana-Champaign em 1944. Inicialmente interessada em geometria, Bates decidiu ao invés disso estudar álgebra e trabalhar com Reinhold Baer em seu doutorado. Completou sua tese, titulada “Free Loops and Nets and their Generalizations”, em 1946.

## Vida profissional e a continuação de seus estudos
Bates lecionou brevemente no Sweet Briar College antes de se juntar ao corpo docente do Mount Holyoke College. Depois de discutir sobre seu interesse em probabilidade e estatística com seu colega Antoni Zygmund, ele a indicou para Jerzy Neyman na Universidade da Califórnia em Berkeley. Consequentemente, Bates obteve uma vaga de assistente no Laboratório de Estatística de Berkeley e trabalhou por vários anos com Neyman na década de 50. Juntos escreveram vários artigos científicos sobre a teoria das probabilidades.
Bates se tornou professora emérita no Mount Holyoke College e lecionou até sua aposentadoria em 1979. Bates faleceu no dia 19 de Novembro de 1996.